# Europese kampioenschappen zwemmen 2018
De Europese kampioenschappen zwemmen 2018 werden gehouden van 3 tot en met 9 augustus 2018 in het Tollcross International Swimming Centre in Glasgow. Het toernooi was onderdeel van de Europese kampioenschappen zwemsporten 2018.

## Programma
|  | Series en finale |  | Series en halve finales |  | Finale |

Mannen
| Augustus          | 3 | 4 | 5 | 6 | 7 | 8 | 9 |
| ----------------- | - | - | - | - | - | - | - |
| 50m vrije slag    |   |   |   |   |   |   | ● |
| 100m vrije slag   |   |   | ● |   |   |   |   |
| 200m vrije slag   |   |   |   |   | ● |   |   |
| 400m vrije slag   | ● |   |   |   |   |   |   |
| 800m vrije slag   |   |   |   |   |   | ● |   |
| 1500m vrije slag  |   |   | ● |   |   |   |   |
| 50m schoolslag    |   |   |   |   |   | ● |   |
| 100m schoolslag   |   | ● |   |   |   |   |   |
| 200m schoolslag   |   |   |   | ● |   |   |   |
| 50m vlinderslag   |   |   |   |   | ● |   |   |
| 100m vlinderslag  |   |   |   |   |   |   | ● |
| 200m vlinderslag  |   |   | ● |   |   |   |   |
| 50m rugslag       |   | ● |   |   |   |   |   |
| 100m rugslag      |   |   |   | ● |   |   |   |
| 200m rugslag      |   |   |   |   |   | ● |   |
| 200m wisselslag   |   |   |   | ● |   |   |   |
| 400m wisselslag   |   |   |   |   |   |   | ● |
| 4x100m vrije slag | ● |   |   |   |   |   |   |
| 4x200m vrije slag |   |   | ● |   |   |   |   |
| 4x100m wisselslag |   |   |   |   |   |   | ● |
| Finales           | 2 | 2 | 3 | 3 | 2 | 3 | 4 |

Vrouwen
| Augustus          | 3 | 4 | 5 | 6 | 7 | 8 | 9 |
| ----------------- | - | - | - | - | - | - | - |
| 50m vrije slag    |   | ● |   |   |   |   |   |
| 100m vrije slag   |   |   |   |   |   | ● |   |
| 200m vrije slag   |   |   |   | ● |   |   |   |
| 400m vrije slag   |   |   |   |   |   |   | ● |
| 800m vrije slag   |   | ● |   |   |   |   |   |
| 1500m vrije slag  |   |   |   |   | ● |   |   |
| 50m schoolslag    |   |   |   |   |   |   | ● |
| 100m schoolslag   |   |   | ● |   |   |   |   |
| 200m schoolslag   |   |   |   |   | ● |   |   |
| 50m vlinderslag   |   |   |   |   |   |   | ● |
| 100m vlinderslag  |   | ● |   |   |   |   |   |
| 200m vlinderslag  |   |   |   | ● |   |   |   |
| 50m rugslag       |   |   | ● |   |   |   |   |
| 100m rugslag      |   |   |   |   | ● |   |   |
| 200m rugslag      |   |   |   |   |   |   | ● |
| 200m wisselslag   |   |   |   |   |   | ● |   |
| 400m wisselslag   | ● |   |   |   |   |   |   |
| 4x100m vrije slag | ● |   |   |   |   |   |   |
| 4x200m vrije slag |   |   |   |   | ● |   |   |
| 4x100m wisselslag |   |   |   |   |   |   | ● |
| Finales           | 2 | 2 | 3 | 2 | 4 | 2 | 5 |

Gemengd
| Augustus          | 3 | 4 | 5 | 6 | 7 | 8 | 9 |
| ----------------- | - | - | - | - | - | - | - |
| 4x100m vrije slag |   |   |   |   |   | ● |   |
| 4x200m vrije slag |   | ● |   |   |   |   |   |
| 4x100m wisselslag |   |   |   | ● |   |   |   |
| Finales           |   | 1 |   | 1 |   | 1 |   |

## Medailles
Legenda
- WR = Wereldrecord
- ER = Europees record
- CR = Kampioenschapsrecord

### Mannen
| Onderdeel            | Goud | Goud       | Zilver | Zilver   | Brons | Brons    |
| -------------------- | --- | ---------- | --- | -------- | --- | -------- |
| Vrije slag           | |            | |          | |          |
| 50 m                 | Benjamin Proud Verenigd Koninkrijk | 21,34      | Kristian Golomeev Griekenland | 21,44    | Andrea Vergani Italië                                                                                           | 21,68    |
| 100 m                | Alessandro Miressi Italië | 48,01      | Duncan Scott Verenigd Koninkrijk | 48,23    | Mehdy Metella Frankrijk                                                                                         | 48,24    |
| 200 m                | Duncan Scott Verenigd Koninkrijk | 1.45,34    | Danas Rapšys Litouwen | 1.46,07  | Michail Dovgaljoek Rusland                                                                                      | 1.46,15  |
| 400 m                | Mychailo Romantsjoek Oekraïne | 3.45,18    | Henrik Christiansen Noorwegen | 3.47.07  | Henning Mühlleitner Duitsland                                                                                   | 3.47,18  |
| 800 m                | Mychailo Romantsjoek Oekraïne | 7.42,96    | Gregorio Paltrinieri Italië | 7.45,12  | Florian Wellbrock Duitsland                                                                                     | 7.45,60  |
| 1500 m               | Florian Wellbrock Duitsland | 14.36,15   | Mychailo Romantsjoek Oekraïne | 14.36,88 | Gregorio Paltrinieri Italië                                                                                     | 14.42,85 |
| Rugslag              | |            | |          | |          |
| 50 m                 | Kliment Kolesnikov Rusland | 24,00 WR   | Robert Glință Roemenië | 24,55    | Shane Ryan Ierland                                                                                              | 24,64    |
| 100 m                | Kliment Kolesnikov Rusland | 52,53      | Jevgeni Rylov Rusland | 52,74    | Apostolos Christou Griekenland                                                                                  | 53,72    |
| 200 m                | Jevgeni Rylov Rusland | 1.53,36 ER | Radosław Kawęcki Polen | 1.56,07  | Matteo Restivo Italië                                                                                           | 1.56,29  |
| Schoolslag           | |            | |          | |          |
| 50 m                 | Adam Peaty Verenigd Koninkrijk | 26,09 CR   | Fabio Scozzoli Italië | 26,79    | Peter John Stevens Slovenië                                                                                     | 27,06    |
| 100 m                | Adam Peaty Verenigd Koninkrijk | 57,00 WR   | James Wilby Verenigd Koninkrijk | 58,64    | Anton Tsjoepkov Rusland                                                                                         | 58,96    |
| 200 m                | Anton Tsjoepkov Rusland | 2.06,80 ER | James Wilby Verenigd Koninkrijk | 2.08,39  | Luca Pizzini Italië                                                                                             | 2.08,54  |
| Vlinderslag          | |            | |          | |          |
| 50 m                 | Andrij Hovorov Oekraïne | 22,48 CR   | Benjamin Proud Verenigd Koninkrijk | 22,78    | Oleg Kostin Rusland                                                                                             | 22,97    |
| 100 m                | Piero Codia Italië | 50,64 CR   | Mehdy Metella Frankrijk | 51,24    | James Guy Verenigd Koninkrijk                                                                                   | 51,42    |
| 200 m                | Kristóf Milák Hongarije | 1.52,79 CR | Tamás Kenderesi Hongarije | 1.54,36  | Federico Burdisso Italië                                                                                        | 1.55,97  |
| Wisselslag           | |            | |          | |          |
| 200 m                | Jérémy Desplanches Zwitserland | 1.57,04    | Philip Heintz Duitsland | 1.57,83  | Max Litchfield Verenigd Koninkrijk                                                                              | 1.57,96  |
| 400 m                | Dávid Verrasztó Hongarije | 4.10,65    | Max Litchfield Verenigd Koninkrijk | 4.11,00  | Joan Lluis Pons Spanje                                                                                          | 4.14,26  |
| Vrije slag estafette | |            | |          | |          |
| 4x100 m              | Rusland Jevgeni Rylov Danila Izotov Vladimir Morozov Kliment Kolesnikov Vladislav Grinev Ivan Koezmenko Sergej Fesikov Andrej Zjilkin | 3.12,23    | Italië Luca Dotto Ivano Vendrame Lorenzo Zazzeri Alessandro Miressi                                                                          | 3.12,90  | Polen Jan Świtkowski Konrad Czerniak Jakub Kraska Kacper Majchrzak Jan Hołub                                    | 3.14,20  |
| 4x200 m              | Verenigd Koninkrijk Calum Jarvis Duncan Scott Thomas Dean James Guy Stephen Milne Cameron Kurle                                       | 7.05,32 CR | Rusland Michail Vekovisjtsjev Martin Maljoetin Danila Izotov Michail Dovgaljoek Vjatsjeslav Androesenko                                      | 7.06,66  | Italië Alessio Proietti Colonna Filippo Megli Matteo Ciampi Mattia Zuin Stefano Di Cola                         | 7.07,58  |
| Wisselslagestafette  | |            | |          | |          |
| 4x100 m              | Verenigd Koninkrijk Nicholas Pyle Adam Peaty James Guy Duncan Scott Brodie Williams James Wilby Jacob Peters                          | 3.30,44 CR | Rusland Kliment Kolesnikov Anton Tsjoepkov Jegor Koejmov Vladimir Morozov Jevgeni Rylov Kirill Prigoda Aleksandr Sadovnikov Vladislav Grinev | 3.32,03  | Duitsland Christian Diener Fabian Schwingenschlögl Marius Kusch Damian Wierling Jan-Philip Glania Philip Heintz | 3.33,52  |

### Vrouwen
| Onderdeel            | Goud | Goud       | Zilver                                                                                            | Zilver   | Brons                                                                                                | Brons    |
| -------------------- | --- | ---------- | ------------------------------------------------------------------------------------------------- | -------- | --- | -------- |
| Vrije slag           | |            |                                                                                                   |          | |          |
| 50 m                 | Sarah Sjöström Zweden | 23,74 CR   | Pernille Blume Denemarken                                                                         | 23,75    | Ranomi Kromowidjojo Nederland                                                                        | 24,21    |
| 100 m                | Sarah Sjöström Zweden | 52,93      | Femke Heemskerk Nederland                                                                         | 53,23    | Charlotte Bonnet Frankrijk                                                                           | 53,35    |
| 200 m                | Charlotte Bonnet Frankrijk | 1.54,95    | Femke Heemskerk Nederland                                                                         | 1.56,72  | Anastasia Goezjenkova Rusland                                                                        | 1.56,77  |
| 400 m                | Simona Quadarella Italië | 4.03,35    | Ajna Keselý Hongarije                                                                             | 4.03,57  | Holly Hibbott Verenigd Koninkrijk                                                                    | 4.05,01  |
| 800 m                | Simona Quadarella Italië | 8.16,35    | Ajna Keselý Hongarije                                                                             | 8.21,91  | Anna Jegorova Rusland                                                                                | 8.24,61  |
| 1500 m               | Simona Quadarella Italië | 15.51,61   | Sarah Köhler Duitsland                                                                            | 15.57,85 | Ajna Keselý Hongarije                                                                                | 16.03,22 |
| Rugslag              | |            |                                                                                                   |          | |          |
| 50 m                 | Georgia Davies Verenigd Koninkrijk                                                                                              | 27,23      | Anastasia Fesikova Rusland                                                                        | 27,31    | Mimosa Jallow Finland                                                                                | 27,70    |
| 100 m                | Anastasia Fesikova Rusland | 59,19      | Georgia Davies Verenigd Koninkrijk                                                                | 59,36    | Carlotta Zofkova Italië                                                                              | 59,61    |
| 200 m                | Margeritha Panziera Italië | 2.06,18 CR | Darja Oestinova Rusland                                                                           | 2.07,12  | Katalin Burián Hongarije                                                                             | 2.07,43  |
| Schoolslag           | |            |                                                                                                   |          | |          |
| 50 m                 | Joelia Jefimova Rusland | 29,81      | Imogen Clark Verenigd Koninkrijk                                                                  | 30,34    | Arianna Castiglioni Italië                                                                           | 30,41    |
| 100 m                | Joelia Jefimova Rusland | 1.05,53 CR | Rūta Meilutytė Litouwen                                                                           | 1.06,26  | Arianna Castiglioni Italië                                                                           | 1.06,54  |
| 200 m                | Joelia Jefimova Rusland | 2.21,31    | Jessica Vall Spanje                                                                               | 2.23,02  | Molly Renshaw Verenigd Koninkrijk                                                                    | 2.23,43  |
| Vlinderslag          | |            |                                                                                                   |          | |          |
| 50 m                 | Sarah Sjöström Zweden | 25,16      | Emilie Beckmann Denemarken                                                                        | 25,72    | Kimberly Buys België                                                                                 | 25,74    |
| 100 m                | Sarah Sjöström Zweden | 56,13      | Svetlana Tsjimrova Rusland                                                                        | 57,30    | Elena Di Liddo Italië                                                                                | 57,58    |
| 200 m                | Boglárka Kapás Hongarije | 2.07,13    | Svetlana Tsjimrova Rusland                                                                        | 2.07,33  | Alys Thomas Verenigd Koninkrijk                                                                      | 2.07,42  |
| Wisselslag           | |            |                                                                                                   |          | |          |
| 200 m                | Katinka Hosszú Hongarije | 2.10,17    | Ilaria Cusinato Italië                                                                            | 2.10,25  | Maria Ugolkova Zwitserland                                                                           | 2.10,83  |
| 400 m                | Fantine Lesaffre Frankrijk | 4.34,17    | Ilaria Cusinato Italië                                                                            | 4.35,05  | Hannah Miley Verenigd Koninkrijk                                                                     | 4.35,34  |
| Vrije slag estafette | |            |                                                                                                   |          | |          |
| 4x100 m              | Frankrijk Marie Wattel Charlotte Bonnet Margaux Fabre Béryl Gastaldello Anouchka Martin Assia Touati                            | 3.34,65    | Nederland Kim Busch Femke Heemskerk Kira Toussaint Ranomi Kromowidjojo Marjolein Delno            | 3.34,77  | Denemarken Pernille Blume Signe Bro Julie Kepp Jensen Mie Nielsen Emily Gantriis                     | 3.37,03  |
| 4x200 m              | Verenigd Koninkrijk Eleanor Faulkner Kathryn Greenslade Holly Hibbott Freya Anderson Lucy Hope                                  | 7.51,65    | Rusland Valeria Salamatina Anna Jegorova Arina Openysjeva Anastasia Goezjenkova Irina Krivonogova | 7.52,87  | Duitsland Reva Foos Isabel Gose Sarah Köhler Annika Bruhn Marie Pietruschka                          | 7.53,76  |
| Wisselslagestafette  | |            |                                                                                                   |          | |          |
| 4x100 m              | Rusland Anastasia Fesikova Joelia Jefimova Svetlana Tsjimrova Maria Kameneva Darja Oestinova Vitalina Simonova Arina Openysjeva | 3.54,22 CR | Denemarken Mie Nielsen Rikke Møller Pedersen Emilie Beckmann Pernille Blume                       | 3.56,69  | Verenigd Koninkrijk Georgia Davies Siobhan-Marie O'Connor Alys Thomas Freya Anderson Kathleen Dawson | 3.56,91  |

### Gemengd
| Onderdeel            | Goud | Goud       | Zilver | Zilver  | Brons | Brons   |
| -------------------- | --- | ---------- | --- | ------- | --- | ------- |
| Vrije slag estafette | |            | |         | |         |
| 4×100 m              | Frankrijk Jérémy Stravius Mehdy Metella Marie Wattel Charlotte Bonnet Maxime Grousset Margaux Fabre Béryl Gastaldello | 3.22,07 CR | Nederland Nyls Korstanje Stan Pijnenburg Femke Heemskerk Ranomi Kromowidjojo Kyle Stolk Kira Toussaint                                                                  | 3.23,97 | Rusland Kliment Kolesnikov Vladislav Grinev Maria Kameneva Arina Openysjeva Danila Izotov Rozalja Nasretdinova            | 3.24,50 |
| 4×200 m              | Duitsland Jacob Heidtmann Henning Mühlleitner Reva Foos Annika Bruhn Marius Zobel Isabel Marie Gose                   | 7.28,43 CR | Rusland Michail Vekovisjtsjev Michail Dovgaljoek Valeria Salamatina Viktoria Andrejeva Martin Maljoetin Vjatsjeslav Androesenko Irina Krivonogova Anastasia Goezjenkova | 7.29,37 | Verenigd Koninkrijk Stephen Milne Craig McLean Kathryn Greenslade Freya Anderson Cameron Kurle Holly Hibbott              | 7.29,72 |
| Wisselslagestafette  | |            | |         | |         |
| 4×100 m              | Verenigd Koninkrijk Georgia Davies Adam Peaty James Guy Freya Anderson Nicholas Pyle Charlotte Atkinson               | 3.40,18    | Rusland Kliment Kolesnikov Joelia Jefimova Svetlana Tsjimrova Vladimir Morozov Grigori Tarasevitsj Ilja Chomenko Victoria Andrejeva Maria Kameneva                      | 3.42,71 | Italië Margherita Panziera Fabio Scozzoli Elena Di Liddo Alessandro Miressi Matteo Restivo Arianna Castiglioni Luca Dotto | 3.44,85 |

### Medaillespiegel
| Plaats | Land                | Goud | Zilver | Brons | Totaal |
| 1      | Rusland             | 10   | 10     | 6     | 26     |
| 2      | Verenigd Koninkrijk | 9    | 7      | 8     | 24     |
| 3      | Italië              | 6    | 5      | 11    | 22     |
| 4      | Hongarije           | 4    | 3      | 2     | 9      |
| 5      | Frankrijk           | 4    | 1      | 2     | 7      |
| 6      | Zweden              | 4    | 0      | 0     | 4      |
| 7      | Oekraïne            | 3    | 1      | 0     | 4      |
| 8      | Duitsland           | 2    | 2      | 4     | 8      |
| 9      | Zwitserland         | 1    | 0      | 1     | 2      |
| 10     | Nederland           | 0    | 4      | 1     | 5      |
| 11     | Denemarken          | 0    | 3      | 1     | 4      |
| 12     | Litouwen            | 0    | 2      | 0     | 2      |
| 13     | Griekenland         | 0    | 1      | 1     | 2      |
| 13     | Polen               | 0    | 1      | 1     | 2      |
| 13     | Spanje              | 0    | 1      | 1     | 2      |
| 16     | Noorwegen           | 0    | 1      | 0     | 1      |
| 16     | Roemenië            | 0    | 1      | 0     | 1      |
| 18     | België              | 0    | 0      | 1     | 1      |
| 18     | Finland             | 0    | 0      | 1     | 1      |
| 18     | Ierland             | 0    | 0      | 1     | 1      |
| 18     | Slovenië            | 0    | 0      | 1     | 1      |
| Totaal | Totaal              | 43   | 43     | 43    | 129    |